# Повіт Мінамі-Муро
Пові́т Міна́мі-Муро́ (яп. 南牟婁郡, みなみむろぐん, МФА: [mʲinamʲi muɾo guɴ]) — повіт у префектурі Міє, Японія.